# チャールズ・ウォルター・デヴィス

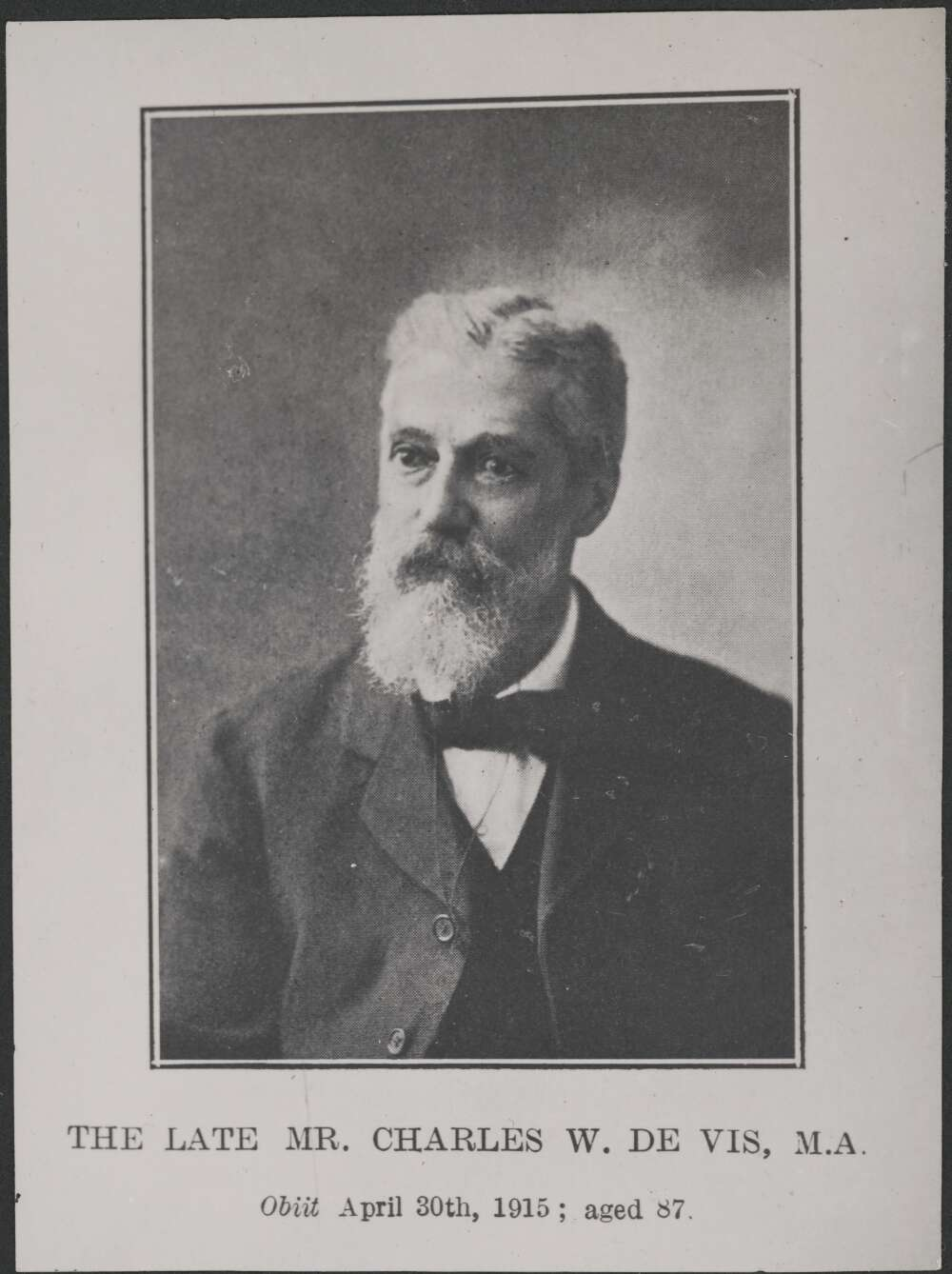
チャールズ・ウォルター・デヴィス

チャールズ・ウォルター・デヴィス（Charles Walter De Vis、または Devis、1829年5月9日 - 1915年4月30日）はイギリス生まれで、オーストラリアで働いた聖職者、動物学者、古生物学者である。

## 略歴
バーミンガムで生まれた。親類に肖像画家のアーサー・デヴィス(Arthur William Devis)らで知られる画家の一族Devis家とつながりがある。ケンブリッジ大学のモードリン・カレッジに学び、1851年に聖職者になった。博物学に強い興味を持ち、1862年頃、マンチェスターのクィーンズパーク博物館の学芸員となり、最初の科学論文を書き、人類学会の会員となった。
1870年にオーストラリアのクィーンズランドに移住し、ロックハンプトンの学校の司書を務め、1880年から1882年の間、雑誌「クィーンズランダー」に"Thickthorn"の筆名で、地質学や鳥類学の記事を執筆した。これらの記事の質の高さが認められて、クィーンズランド博物館の学芸員に雇われることになった。1882年から博物館の仕事を始め、1901年から1905年まで館長を務め、退職した後も1912年までコンサルタントとして働いた。
古生物学や動物分類学の分野を専門とし、少ない予算の中で、博物館のコレクションや参考文書を充実させた。1891年に博物館の紀要、"The Annals of the Queensland Museum"を創刊し、イギリス領ニューギニア総督を務めた、ウィリアム・マグレガー(William MacGregor)の論文を掲載した。
各国の学術雑誌に、100編を越える著作を行い、500を超える動物・古生物を記載した。クィーンズランド王立協会、イギリス鳥学会、オーストラリア鳥学会、オーストラリア王立地理学会など多くの学会の会員も務め、1888年から1889年の間、クィーンズランド王立協会の会長を務め、1901年にオーストラリア鳥学会の初代副会長に就任した。晩年はアボリジニの言語の比較言語学的研究も行った。
ヤマシボグモ科の種、Argoctenus devisi やベラ科の魚類の種、Suezichthys devisi などに献名されている。